# Clivia (vliesvleugeligen)
Clivia is een geslacht van vliesvleugeligen uit de familie Encyrtidae. De wetenschappelijke naam van dit geslacht is voor het eerst geldig gepubliceerd in 2005 door Zhang & Huang.

## Soorten
Het geslacht Clivia is monotypisch en omvat slechts de volgende soort:
- Clivia antoninae Zhang & Huang, 2005